# Polsko-Wietnamska Grupa Parlamentarna
Polsko-Wietnamska Grupa Parlamentarna – jedna z kilkudziesięciu grup bilateralnych działających w Sejmie w ramach współpracy międzynarodowej polskiego parlamentu. Powstała w ramach Unii Międzyparlamentarnej z inicjatywy Ambasady Socjalistycznej Republiki Wietnamu w Warszawie w 1999 roku.
W VI kadencji Sejmu RP Polsko-Wietnamska Grupa Parlamentarna ukonstytuowała się 10-04-2008.
1. Jolanta Szczypińska (PiS) – przewodnicząca
2. Tadeusz Iwiński (Lewica) – wiceprzewodniczący
3. Maks Kraczkowski (PiS) –  wiceprzewodniczący
4. Paweł Arndt (PO)
5. Andrzej Ćwierz (PiS)
6. Andrzej Dera (PiS)
7. Tomasz Górski (PiS)
8. Zdzisława Janowska (SDPL-NL)
9. Andrzej Jaworski (PiS)
10. Zbigniew Kozak (PiS)
11. Leonard Krasulski (PiS)
12. Mirosława Masłowska (PiS)
13. Henryk Milcarz (SLD)
14. Tomasz Misiak (PO) – senator
15. Maria Nowak (PiS)
16. Stanisław Rydzoń (Lewica)
17. Adam Szejnfeld (PO)
18. Ewa Wolak (PO)